# طارق البشری
طارق البشری (عربی: طارق عبد الفتاح سليم البشرى)؛ (زادهٔ ۱ نوامبر ۱۹۳۳ – درگذشتهٔ ۲۶ فوریهٔ ۲۰۲۱) قاضی بازنشسته و متفکر مصری، بعنوان معاون اول سابق رئیس شورای وزیران دولت مصر و سالها رئیس مجمع عمومی دو بخش فتوی و قانونگزاری مصر بود.
وی از طرف شورای عالی نیروهای مسلح در فوریهٔ ۲۰۱۱ بعنوان رئیس کمیته تعدیل قانون اساسی مصر منصوب شد.

## زندگی‌نامه
طارق در اول نوامبر ۱۹۳۳ در محله حلمیه در شهر قاهره در خانواده بشری متولد شد. ریشه این خانواده به محله بشر مربوط می‌شود که به منطقه‌ای بنام شبراخیت در استان بحیرة در مصر ربط پیدا می‌کنند.
جد پدری او سلیم البشری شیخ سادات مالکیه در مصر است که به شیوخ الازهر مربوط می‌شود. پدر وی مستشار عبدالفتاح البشری است که تا پایان عمرش در سال ۱۹۵۱رئیس دادگاه تجدید نظر بود. عموی وی عبدالعزیر البشری نیز ادیب بود.
طارق البشری از دانشکده حقوق دانشگاه قاهره در سال ۱۹۵۳ فارغ‌التحصیل شد. وی بعداً بعنوان عضو شورای وزیران انتخاب شد و تا زمان بازنشستگی در سال ۱۹۹۸ در همین منصب قرار داشت و در همین منصب معاون اول شورای وزیران و رئیس مجمع عمومی فتوی و قانونگزاری باز نشسته شد.
شروع گرایش‌های وی به سمت تفکرات اسلامی به شکست ۱۹۶۷ (جنگ ۶ روزه اعراب و اسرائیل) برمی‌گردد. وی مقاله‌ای تحت عنوان (پروسه نو شدن قانونگزاری در اسلام) که اولین مقاله او بود. او در زمینه قانون و تاریخ صاحب اندیشه بود. او متأهل و دارای دو پسر بنام‌های عماد و زیاد بود.

## تالیفات
- جنبش سیاسی در مصر ۱۹۴۵ تا ۱۹۵۲ که در سال ۱۹۷۲ منتشر شد
- دمکراسی و ناصریسم در ۱۹۷۵ منتشر شد
- سعد زغلول با استعمال مذاکره می‌کند: بررسی مذاکرات مصر- بریتانیا ۱۹۲۰ تا ۱۹۲۴ میلادی که در ۱۹۷۷ منتشر شد.
- مسلمانان و قبطی‌ها در چارچوب یک گروه ملی انتشار در ۱۹۸۱
- دمکراسی و رژیم ۲۳ ژوئیه ۱۹۵۲ تا ۱۹۷۰ انتشار در ۱۹۸۷
- مطالعه‌ای در دمکراسی مصر انتشار در ۱۹۸۷
- جلد اول اسلام و عربیت انتشار ۱۹۸۸
- جلد دوم اسلام و عربیت انتشار ۱۹۸۸
- همکاری او در تنظیم روش فرهنگ اسلامی در دانشگاه خلیج عربی در گزارشی تحت عنوان: به پیش به سوی آگاهی اسلامی و تهدیدات معاصر آن . انتشار در ۱۹۸۸
- شیوه نگرش نسبت به نظام‌های سیاسی معاصر کشورهای اسلامی انتشار در ۱۹۹۰
- دو مشکل و راه حل هرکدام انتشار در سال ۱۹۹۲
- شخصیت‌های تاریخی انتشار در سال ۱۹۹۶ که حاول مطالعاتی بود که وی در مقاطع مختلف با فاصله زمانی زیاد تدوین شده‌است که اولین آن از شخصیت سعد زغلول در سال ۱۹۶۹ شروع می‌شود و آخرین آن مصطفی النحاس سال ۱۹۹۴.
- سلسله کتابهایی تحت عنوان اصلی (دربارهٔ مسئله اسلامی معاصر) انتشار آن از سال ۱۹۹۶ تحت عنوان‌های زیر شروع شد: ماهیت همزمانی، گفتگوی اسلام و لائیسیته، علائم عام افکار سیاسی اسلامی در تاریخ معاصر، وضع قانونی معاصر قانونگزاری اسلامی و قوانین قرار دادی. بدنبال آن در سال ۱۹۹۸جلد ـ اول کتاب عربیت و اسلام و سپس جلد دوم آن که شامل دو بررسی می‌شد و با عنوان جامعه دینی و جامعه ملی در تفکر سیاسی منتشر شد.
- به سوی جریان اصلی امت تاریخ انتشار ۲۰۱۱